# Obereopsis fusca
Obereopsis fusca là một loài bọ cánh cứng trong họ Cerambycidae.